# 厄姆莱格利斯
厄姆莱格利斯（法語：Heume-l'Église，法語發音：[œm leɡliz]）是法国多姆山省的一个市镇，属于克莱蒙费朗区。

## 地理
厄姆莱格利斯（45°43'11"N, 2°44'0"E）面积14.96 平方千米，位于法国奥弗涅-罗讷-阿尔卑斯大区多姆山省，该省份为法国中南部省份，北起阿列省接壤，东临卢瓦尔省，南至上盧瓦爾省和康塔爾省，西接科雷兹省和克勒兹省。
与厄姆莱格利斯接壤的市镇（或旧市镇、城区）包括：热勒、布里丰、佩尔珀扎、普龙迪讷。

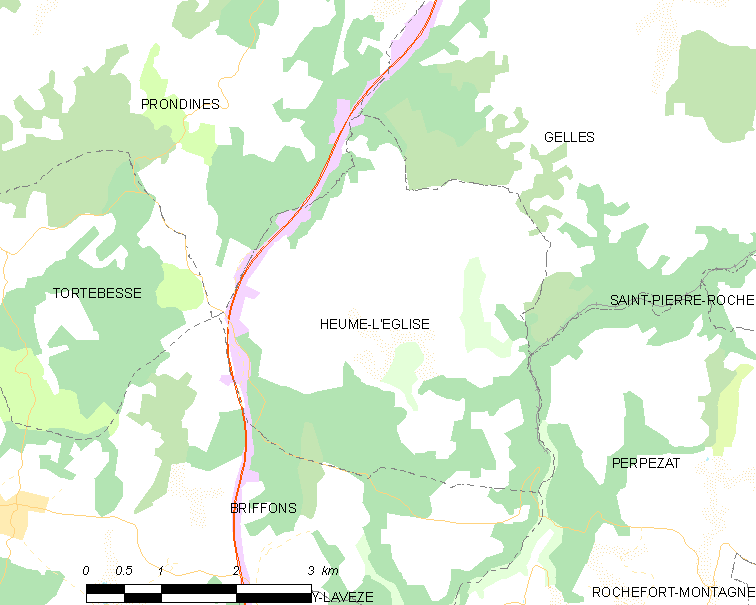
厄姆莱格利斯的OSM定位图

厄姆莱格利斯的时区为UTC+01:00、UTC+02:00（夏令时）。

## 行政
厄姆莱格利斯的邮政编码为63210，INSEE市镇编码为63176。

## 政治
厄姆莱格利斯所属的省级选区为奥尔西讷县。

## 人口

1962-2008年间厄姆莱格利斯人口变化图示

厄姆莱格利斯于2022年1月1日时的人口数量为113人。